# Мохамед Ігаб
Мохамет Ігаб (нар. 21 листопада 1989, Каїр, Єгипет) — єгипетський важкоатлет, бронзовий призер Олімпійських ігор 2016 року, чемпіон світу.

## Результати
| Рік              | Місце                    | Вага             | Ривок            | Ривок            | Ривок            | Ривок            | Поштовх          | Поштовх          | Поштовх          | Поштовх          | Загалом          | Місце            |
| Рік              | Місце                    | Вага             | 1                | 2                | 3                | Місце            | 1                | 2                | 3                | Місце            | Загалом          | Місце            |
| Олімпійські ігри | Олімпійські ігри         | Олімпійські ігри | Олімпійські ігри | Олімпійські ігри | Олімпійські ігри | Олімпійські ігри | Олімпійські ігри | Олімпійські ігри | Олімпійські ігри | Олімпійські ігри | Олімпійські ігри | Олімпійські ігри |
| ---------------- | ------------------------ | ---------------- | ---------------- | ---------------- | ---------------- | ---------------- | ---------------- | ---------------- | ---------------- | ---------------- | ---------------- | ---------------- |
| 2016             | Ріо-де-Жанейро, Бразилія | до 77 кг         | 160              | 165              | 168              | 4                | 196              | 196              | 203              | 3                | 361              | 3                |
| Чемпіонат світу  |                          |                  |                  |                  |                  |                  |                  |                  |                  |                  |                  |                  |
| 2017             | Анагайм, США             | до 77 кг         | 160              | 165              | 168              | 1                | 191              | 191              | 196              | 1                | 361              | 1                |
| 2015             | Х'юстон, США             | до 77 кг         | 157              | 162              | 166              | 6                | 193              | 197              | 201              | 2                | 363              | 2                |
| 2014             | Алмати, Казахстан        | до 69 кг         | 145              | 149              | 152              | 3                | 177              | 177              | 182              | 2                | 334              | 2                |
| 2009             | Коян, Південна Корея     | до 62 кг         | 125              | 126              | 126              | 15               | 154              | 154              | 160              | 13               | 280              | 12               |